# Enzo Siciliano
Enzo Siciliano (* 27. Mai 1934 in Rom; † 9. Juni 2006 ebenda) war ein italienischer Schriftsteller, Journalist, Literatur-, Film- und Musikkritiker.

## Leben und Werk
Vor seinem literarischen Debüt studierte Enzo Siciliano Philosophie, arbeitete als Lehrer und begann eine journalistische Karriere in der staatlichen Fernsehanstalt RAI, deren Intendant er 1996 bis 1998 war. Außerdem leitete er das florentinische Kulturinstitut Gabinetto Scientifico Letterario G.P. Vieusseux und war einer der leitenden Redakteure der Zeitschrift Nuovi Argomenti.
Sein schriftstellerisches und literaturkritisches Schaffen war u. a. geprägt von Giacomo Debenedetti, Alberto Moravia, Pier Paolo Pasolini, Elsa Morante, Giorgio Bassani und Attilio Bertolucci. 1963 erschienen als Erstlingswerk seine Racconti ambigui („Zweideutige Erzählungen“). Er gilt als nüchterner Erzähler und aufmerksamer Beobachter des zeitgenössischen Menschen in seiner komplexen Psychologie. Für La principessa e l’antiquario (1980) erhielt er 1981 den Premio Viareggio. In erster Linie machte er mit seinen historischen Romanen auf sich aufmerksam, am bekanntesten darunter I bei momenti (1997), das W.A. Mozarts bewegtes Leben in Erinnerung ruft und für das er 1998 den Premio Strega bekam.
Gelegentlich schrieb er auch Theaterstücke und betätigte sich als Filmregisseur oder Schauspieler, so z. B. in der Rolle des Simon Zelotes in Pasolinis Das 1. Evangelium – Matthäus (1964). Im Rahmen seiner langjährigen Arbeit bei den Nuovi Argomenti war er vor allem ein hartnäckiger und aufmerksamer Entdecker zahlreicher neuer Talente wie beispielsweise die Schriftsteller Dario Bellezza, Franco Cordelli, Sandro Veronesi, Edoardo Albinati, Aurelio Picca, Andrea Carraro und Lorenzo Pavolini.

## Werke
Romane
- Racconti ambigui. Mailand: Feltrinelli, 1963
- Rosa pazza per amore. Mailand: Garzanti, 1973
- La principessa e l’antiquario. Mailand: Rizzoli, 1980
- Carta blu. Mailand: Mondadori, 1992
- I bei momenti. Mailand: Mondadori, 1997
- Non entrare nel campo degli orfani. Mailand: Mondadori, 2002
- Il risveglio della bionda sirena. Mailand: Mondadori, 2004

Theater
- La casa scoppiata Mailand: Mondadori, 1986
- La vittima. Mailand: Mondadori, 1987

Essays
- Prima della poesia. Florenz: Vallecchi, 1965
- Autobiografia letteraria. Mailand: Garzanti, 1970
- Vita di Pasolini. Mailand: Rizzoli, 1978
  - Pasolini. Leben und Werk. Übersetzt von Christel Galliani. Beltz & Gelberg, Weinheim 1980
- Letteratura italiana. (3 Bände) Mailand: Mondadori, 1986–1988